# Catawissa
Catawissa is een plaats (borough) in de Amerikaanse staat Pennsylvania, en valt bestuurlijk gezien onder Columbia County.

## Demografie
Bij de volkstelling in 2000 werd het aantal inwoners vastgesteld op 1589.
In 2006 is het aantal inwoners door het United States Census Bureau geschat op 1549, een daling van 40 (-2,5%).

## Geografie
Volgens het United States Census Bureau beslaat de plaats een oppervlakte van
1,4 km², geheel bestaande uit land. Catawissa ligt op ongeveer 181 m boven zeeniveau.

## Plaatsen in de nabije omgeving
De onderstaande figuur toont nabijgelegen plaatsen in een straal van 8 km rond Catawissa.